# Baby Doll (luchadora)
Nickla Ann Roberts (Lubbock, Texas; 13 de febrero de 1962), más conocida por su nombre artístico Baby Doll, es una luchadora de lucha libre profesional semirretirada y mánager estadounidense. Es reconocida por sus apariciones televisivas en los años 1980 en las promociones World Class Championship Wrestling y Jim Crockett Promotions.

## Carrera profesional
Roberts nació en Lubbock (Texas), hija de Nick Roberts y Lorraine Johnson. Tanto Nick Roberts como Johnson eran luchadores profesionales y promocionaban eventos semanales en el Fair Park Coliseum. Durante su infancia, Roberts vendió programas en los eventos de su padre y, de paso, entabló amistad con los futuros luchadores Bruce y Keith Hart y Kerry y Kevin Von Erich. Desde muy joven, Roberts aspiró a convertirse en luchadora profesional.

### World Class Championship Wrestling (1984)
En el verano de 1984, mientras se formaba para convertirse en técnico de emergencias médicas (EMT), Roberts escuchó a sus padres decir que su amor de la infancia, el luchador de la World Class Championship Wrestling (WCCW) Gino Hernández, necesitaba un ayudante de cámara. Sin que sus padres lo supieran, Roberts se puso en contacto con David Manning, el booker de la WCCW, y le propuso ser la mánager de Hernández. Después de que Manning aceptara, Roberts dejó la universidad y viajó a San Antonio, Texas, donde debutó junto a Hernández en el Freeman Coliseum, con las entradas agotadas. Siguió entrenando con Nelson Royal durante el resto del verano.
Bajo el nombre artístico de Andrea, la Dama Gigante (en referencia a André el Gigante), Roberts dominaba a luchadores de ambos sexos en el cuadrilátero. Su personaje llevaba un corte de pelo punk y solía vestir pantalones de cuero, chaqueta de cuero, cinturones con tachuelas metálicas, collares de perro con pinchos y muñequeras, bufandas y camisetas de grupos de rock como Aerosmith y Mötley Crüe. Hernández y Roberts se enemistaron con Mike Von Erich y su mánager, Sunshine.

### Jim Crockett Promotions (1985-1987)
Roberts abandonó la WCCW en diciembre de 1984. En febrero de 1985, se unió a Jim Crockett Promotions (JCP), miembro de la National Wrestling Alliance. Fue presentada por Tully Blanchard como su nueva mánager, "The Perfect 10" Baby Doll. Ayudó a Blanchard durante sus enfrentamientos con Dusty Rhodes y Magnum T. A. Después de que Rhodes derrotara a Blanchard por el Campeonato Mundial de Televisión de la NWA en The Great American Bash el 6 de julio de 1985, Roberts se vio obligada a ser la ayudante de cámara de Rhodes durante 30 días. Durante este tiempo, se emitieron viñetas en las que Rhodes intentaba convertirla en una "verdadera dama".
Durante una grabación semanal de televisión los lunes por la noche en Greenville (Carolina del Sur) en 1986, Jim Cornette y Beautiful Bobby Eaton atacaron a Roberts con una raqueta de tenis. Ella respondió presentando a The Warlord como su nuevo cliente. The Warlord mantuvo un breve feudo con Big Bubba Rogers antes de abandonar JCP para continuar su entrenamiento. En el Great American Bash de 1986, el 5 de julio de 1986, Roberts, Rhodes y Magnum T. A. derrotaron a Cornette y The Midnight Express en un combate en una jaula de acero. Además de Rhodes y Magnum T. A., también hizo equipo con el Rock and Roll Express y los Road Warriors contra Cornette y el Midnight Express durante toda la gira del Great American Bash de 1986.
El 23 de agosto de 1986, Roberts se volvió en contra de Rhodes, ayudando a Ric Flair a mantener el NWA World Heavyweight Championship durante un combate por el título con Rhodes en St. Louis, Misuri. Roberts dirigió brevemente a Flair antes de que la oficina de reservas de la JCP la enviara al territorio de la NWA Central States debido a su desaprobación de su matrimonio con el también luchador Michael "Sam Houston" Smith.

### Universal Wrestling Federation (1987)
En 1987, Roberts abandonó la JCP y se unió a la Universal Wrestling Federation (UWF), con sede en Oklahoma City, junto a su marido. Al dejar la UWF, comenzó a aparecer en el circuito independiente con Houston.

### Regreso a JCP (1988)
En 1988, Roberts regresó a Jim Crockett Promotions, dirigiendo a Larry Zbyszko durante su enfrentamiento con Barry Windham por el NWA Western States Heritage Championship. Su mandato duró poco, ya que su marido trabajaba entonces para la rival World Wrestling Federation (WWF), en lo que se consideró un conflicto de intereses.

### World Wrestling Federation (1988)
Roberts se enteró de que la WWF reiniciaba su división femenina y se entrenó con Nelson Royal para mejorar sus habilidades en el ring junto a su cuñada Robin Smith. Ambas probaron con la WWF, pero Smith fue elegida en lugar de Roberts.

### Circuito independiente (2005, 2007-presente)
En el evento inaugural WrestleReunion, celebrado el 29 de enero de 2005 en Tampa (Florida), Roberts acompañó a Jeff Jarrett a ringside durante su exitosa defensa del Campeonato Mundial de Peso Pesado de la NWA en un combate contra Tully Blanchard. Ella pasó a manejar una serie de luchadores en el circuito independiente a lo largo de finales de 2000 (década). En 2016, Baby Doll apareció para Big Time Wrestling en Spartanburg (Carolina del Sur), y Morganton (Carolina del Norte), en "Batalla de los Sexos" partidos contra Jim Cornette.

## Vida personal
En el instituto, Roberts batió varios récords de lanzamiento de peso.
Roberts se casó con el también luchador Michael "Sam Houston" Smith el 30 de julio de 1986 en Lubbock (Texas). Tuvo dos hijas: Mikka Tyler Smith, en 1991, y Mikala Joy Smith, en 1992. Roberts se retiró de la lucha libre profesional tras el nacimiento de su segunda hija, optando por dedicar su tiempo a sus hijos. Ella y Smith se separaron en 1991, se reconciliaron brevemente en 1992 y finalmente se divorciaron el 17 de febrero de 1995.
Tras retirarse de la lucha libre profesional, Roberts trabajó en diversos campos, como el manejo de equipajes, la instalación de cables, la fabricación de ropa para luchadores y 13 años en Wal-Mart.
Nickla se casó con Chad Byrd el 4 de julio de 2017; residen en el condado de Caldwell (Carolina del Norte).

## Campeonatos y logros
- National Wrestling Alliance
  - NWA Legends Hall of Heroes (2016)[5]
- Windy City Pro Wrestling
  - WCPW Ladies Championship]] (1 vez)